# Love Lockdown
Singles de Kanye West
Heartless
Love Lockdown est une chanson du rappeur Kanye West. C'est le 1er single extrait de son 4e album 808s and Heartbreak.

## Le morceau
Kanye West a écrit et composé ce morceau quelques jours seulement avant de le présenter en live aux MTV Video Music Awards le 7 septembre 2008. Il le décrit lui-même comme son préféré dans les chansons qu'il a faite à ce jour.

## Le style
Ce titre marque un changement radical dans le style musical de Kanye West. Après avoir abondamment samplé de la soul pour ses deux premiers albums (The College Dropout et Late Registration), puis composé davantage pour Graduation, il se lance ici dans un morceau plus Pop. Love Lockdown se distingue par ses percussions tribales proches des taiko japonais, et donc très éloigné des habituels clichés du hip-hop. Par ailleurs, ce morceau utilise abondamment le logiciel Auto-Tune, une sorte de vocoder des temps modernes, rendu populaire dans les années 90 par Cher ou plus récemment par T-Pain.

## L'accueil du public
Le public en général est assez surpris par le morceau. Les fans de Kanye West ont du mal à adhérer au style déroutant de Love Lockdown. Kanye West décide alors de réenregistrer une version du morceau : il ajoute de nouvelles percussions et fait quelques autres modifications. Le morceau est alors publié sur son blog puis mis en téléchargement légal sur Internet.

## Clip vidéo
Le clip de Love Lockdown est présenté en avant première dans le show d'Ellen DeGeneres le 7 octobre 2008. La vidéo met en scène Kanye West dans une grande pièce d'un blanc éclatant. Pendant le refrain, des individus habillés en tenue tribale reproduisent les percussions, tout en effectuant des danses évoquant la chasse.

## Reprises, parodies, ...
- Patrick Stump, le chanteur des Fall Out Boy, a repris le morceau pour promouvoir le nouvel album du groupe : Folie A Deux.
- Le chanteur de R'n'B Trey Songz, qui fait souvent des reprises, a fait sa propre version du morceau, au même titre que le rappeur Royce da 5'9", qui chante également avec l'Auto-Tune.
- Le rappeur Jin Au-Yeung a également enregistré un couplet sur l'ancienne version de Love Lockdown.
- Lors d'un concert à Albany (New York), 50 Cent demande à son DJ de passer Love Lockdown. Il réalise alors une parodie moqueuse de Kanye West[3].

## Classements hebdomadaires
| Classement (2008-2009)                  | Meilleure position |
| --------------------------------------- | ------------------ |
| Allemagne (GfK Entertainment)           | 8                  |
| Australie (ARIA)                        | 18                 |
| Autriche (Ö3 Austria Top 40)            | 18                 |
| Belgique (Flandre Ultratop 50 Singles)  | 13                 |
| Belgique (Wallonie Ultratop 50 Singles) | 38                 |
| Canada (Canadian Hot 100)               | 5                  |
| Danemark (Tracklisten)                  | 4                  |
| États-Unis (Billboard Hot 100)          | 3                  |
| États-Unis (Hot R&B/Hip-Hop Songs)      | 26                 |
| États-Unis (Top 40 Mainstream)          | 10                 |
| Finlande (Suomen virallinen lista)      | 20                 |
| Irlande (IRMA)                          | 4                  |
| Norvège (VG-lista)                      | 14                 |
| Nouvelle-Zélande (RMNZ)                 | 11                 |
| Pays-Bas (Single Top 100)               | 10                 |
| Royaume-Uni (UK Singles Chart)          | 8                  |
| Royaume-Uni (UK R&B Chart)              | 1                  |
| Suède (Sverigetopplistan)               | 11                 |
| Suisse (Schweizer Hitparade)            | 18                 |